# Nowe
Pour les articles homonymes, voir Nowe (homonymie).
Nowe est une ville de Pologne, située dans le nord du pays, dans la voïvodie de Couïavie-Poméranie. Elle est le siège de la gmina de Nowe, dans le powiat de Świecie.

## Personnalités
Bronisław Malinowski (1951-1981), champion olympique et d'Europe du 3000 m steeple.